# プラップジャパン
株式会社プラップジャパン（英: PRAP Japan, Inc.）は、東京都港区に本社を置く日本の大手PR会社。共同ピーアール・電通PRコンサルティングと並ぶ日本の三大PR会社の一角を占める。

## 概要
各種メディア（新聞・雑誌・テレビ・ラジオ・WEB媒体）等との関係性を構築するメディアリレーション活動や、それらの媒体を通じて情報をステークホルダーへ伝えるパブリシティ活動といった伝統的なPR活動に加え、デジタルを活用した新たなサービスを拡充しており、クライアントの社会的価値を高めるPR発想のコミュニケーションコンサルティング事業を展開している。
国内外に複数のグループ会社を有し、1970年の創業以来、PR発想でデジタルサービスを含むあらゆるコミュニケーション活動を支援しており、デジタルサービスでは、デジタル広告やソーシャルメディアの運用から、動画・バナー・WEBサイト制作などのクリエイティブ業務まで、デジタルプロモーションに関するサービスをグループ内で提供可能な体制をとっている。

## 沿革
- 1970年（昭和45年）9月9日 - 設立。矢島尚が代表取締役社長に就任。パブリシティ、編集制作等を中心に事業開始
- 1973年（昭和48年）- 文化事業をスタート
- 1978年（昭和53年）- イベントの企画・運営、PRコンサルティングをスタート
- 1988年（昭和63年）- クライシス対応をスタート
- 1991年（平成3年）- 国際部設立。外資系企業へのサービスを拡大
- 1997年（平成9年）- コミュニケーション・サービス本部、管理本部新設。専門別（IT、ファッション、ライフスタイル、食品、金融、医療・医薬、コーポレート 等）サービススタート
- 1999年（平成11年）- コミュニケーション・コンサルティングスタート（メディアトレーニング、クライシストレーニング、ファシリテーション・トレーニング、広報セミナー等）
- 2002年（平成14年）- 世界第2位の規模で誇る60社以上の広告、PRの関連企業が参画するWPPグループと資本提携。
- 2003年（平成15年）- コミュニケーション・サービス本部第6部を新設

- 2005年（平成17年）
  - 1月 - 北京普楽普公共関係顧問有限公司と業務委託契約を締結
  - 7月8日 - ジャスダック上場

- 2006年（平成18年）
  - 5月 - 「戦略企画本部」を新設。社内教育・研修機関として「プラップ大学」を新設
  - 11月 - 北京普楽普公共関係顧問有限公司を連結子会社化

- 2007年（平成19年）11月 - 杉田敏が代表取締役社長に就任（矢島尚は会長就任）

- 2008年（平成20年）3月 - 情報セキュリティマネジメントシステム（ISMS）の国際標準規格「ISO/IEC27001」を全社で取得

- 2009年（平成21年）
  - 3月 - 株式会社旭エージェンシーを連結子会社化
  - 12月 - 北京博瑞九如公共関係顧問有限公司を連結子会社化
- 2010年（平成22年）4月 - 慶応義塾大学にてプラップジャパン寄附講座開講
- 2011年（平成23年）7月 - デジタルPRの総合ポータルサイト（Digital PR Platform（デジタルPRプラットフォーム）」のサービス開始
- 2015年（平成27年）
  - 3月 - プラップジャパングループ 世界50カ国、67のPRエージェンシーが加盟するPROIグループに加盟
  - 11月 - 鈴木勇夫が社長に就任
- 2016年（平成28年）
  - 4月 - LGBTへの理解・支援を広げるコミュニケーションサービスの開発を視野にプラップジャパンと特定非営利活動法人・虹色ダイバーシティが共同プロジェクトを開始
  - 5月 - 中国/アジアパシフィック地域向け広報・PR事業を本格展開
  - 10月 - 日本初の企業のLGBTに関する取組評価指標「PRIDE 指標」にて「ゴールド」を受賞。当社ダイバーシティ宣言は「ベストプラクティス（Policy：行動宣言部門）」に選定
- 2017年（平成29年）7月 - デジタル領域における企業のコミュニケーション課題を解決することを目的として「デジタルPR研究所」を設立
- 2018年（平成30年）6月 - 海外子会社 PRAP SINGAPORE PTE. LTD. を設立
- 2019年（令和元年）10月 - 職場におけるLGBTに関する取り組みの評価指標「PRIDE指標」で、最高評価である「ゴールド」をPR会社で唯一4年連続受賞
- 2020年（令和2年）
  - 2月 - ポインツシンガポールの株式を取得し、子会社化。同時に社名を「プラップポインツ」に変更し、東南アジア事業を強化
  - 3月 - 株式会社ショーケースとの合弁会社「プラップノード株式会社」を設立
  - 9月 - デジタルマーケティングの「株式会社プレシジョンマーケティング」を連結子会社化
- 2021年（令和3年）
  - 2月 - シンガポールのクリエイティブエージェンシー「Wild Advertising & Marketing Pte. Ltd.」を連結子会社化
  - 9月 - メディアトレーニング・危機管理広報コンサルティングなど企業広報コミュニケーションの専門会社「プラップコンサルティング株式会社」を設立
- 2022年（令和4年）6月 - 港区赤坂9丁目　ミッドタウン・イーストに移転